# Alang
Alang là một thị trấn thống kê (census town) của quận Bhavnagar thuộc bang Gujarat, Ấn Độ.

## Nhân khẩu
Theo điều tra dân số năm 2001 của Ấn Độ, Alang có dân số 18.464 người. Phái nam chiếm 82% tổng số dân và phái nữ chiếm 18%. Alang có tỷ lệ 62% biết đọc biết viết, cao hơn tỷ lệ trung bình toàn quốc là 59,5%: tỷ lệ cho phái nam là 67%, và tỷ lệ cho phái nữ là 39%. Tại Alang, 7% dân số nhỏ hơn 6 tuổi.